# Kyrie (Vivaldi)
El Kyrie en sol menor (RV 587) d'Antonio Vivaldi és una composició sobre el text del Kyrie de l'ordinari de la missa. Està escrit per a 8 in due Cori, amb dos cors, dues orquestres i baix continu, cada orquestra amb el corresponent cor de quatre parts. Segons Agostino Girard, a més d'aquest Kyrie, se'n conserven dos més: un Kyrie en re menor per a dos cors a quatre veus, corda i baix continu i un Kyrie en fa major per a cor a quatre veus, corda i baix continu (Kyrie a cuatro voci, del Vivaldi). Es troben a la col·lecció Giordano (vol. 35 i vol. 32 respectivament) de la Biblioteca Nacional de Torí.

## Anàlisi musical
El Kyrie RV 587 està dividit en tres moviments:
1. Kyrie
2. Christe
3. Kyrie

El primer moviment, amb un destacat desenvolupament harmònic, consta de dues seccions: comença amb una introducció lenta i després, un Allegro que torna a aparèixer en el darrer moviment. L'interludi orquestral està basat en una versió modificada del primer moviment del seu Magnificat. El cor està acompanyat per l'orquestra que executa corxeres descendents. El segon moviment és un duet entre el cor i dues soprano de cada cor. El moviment final uneix el dos cors i acaba en un fuga. Vivaldi fa servir material musical del Concert per a orquestra en re menor, "Madrigalesco" RV 129.